# حكومة سعدي المنلا
الحكومة اللبنانية الخامسة بعد الاستقلال والخامسة بعهد الرئيس بشارة الخوري  وهي الحكومة الوحيدة التي ترأسها سعدي المنلا. تشكلت الحكومة بموجب المرسوم رقم 6037 بتاريخ 22 أيار / مايو 1946، ونالت الثقة بأكثرية 36 صوتاً وحجب 5 وامتناع 1، واستقالت بتاريخ 14 كانون الأول / ديسمبر 1946

## أعضاء الحكومة
- سعدي المنلا رئيساً لمجلس الوزراء ووزيراً للاقتصاد الوطني.
- جبرائيل المر نائباً لرئيس مجلس الوزراء ووزيراً للأشغال العامة.
- يوسف الهراوي وزيراً للبرق والبريد ووزيراً للزراعة.
- فيليب تقلا وزيراً للتربية الوطنية ووزيراً للخارجية.
- صائب سلام وزيراً للداخلية.
- مجيد أرسلان وزيراً للدفاع الوطني ووزيراً للصحة العامة والإسعاف.
- أحمد الحسيني وزيراً للعدلية.
- إميل جرجس لحود وزيراً للمالية.

## وصلات خارجية
- موقع رئاسة مجلس الوزراء الرسمي